# Ehemaliges Wachthaus (Mühlheim am Main)

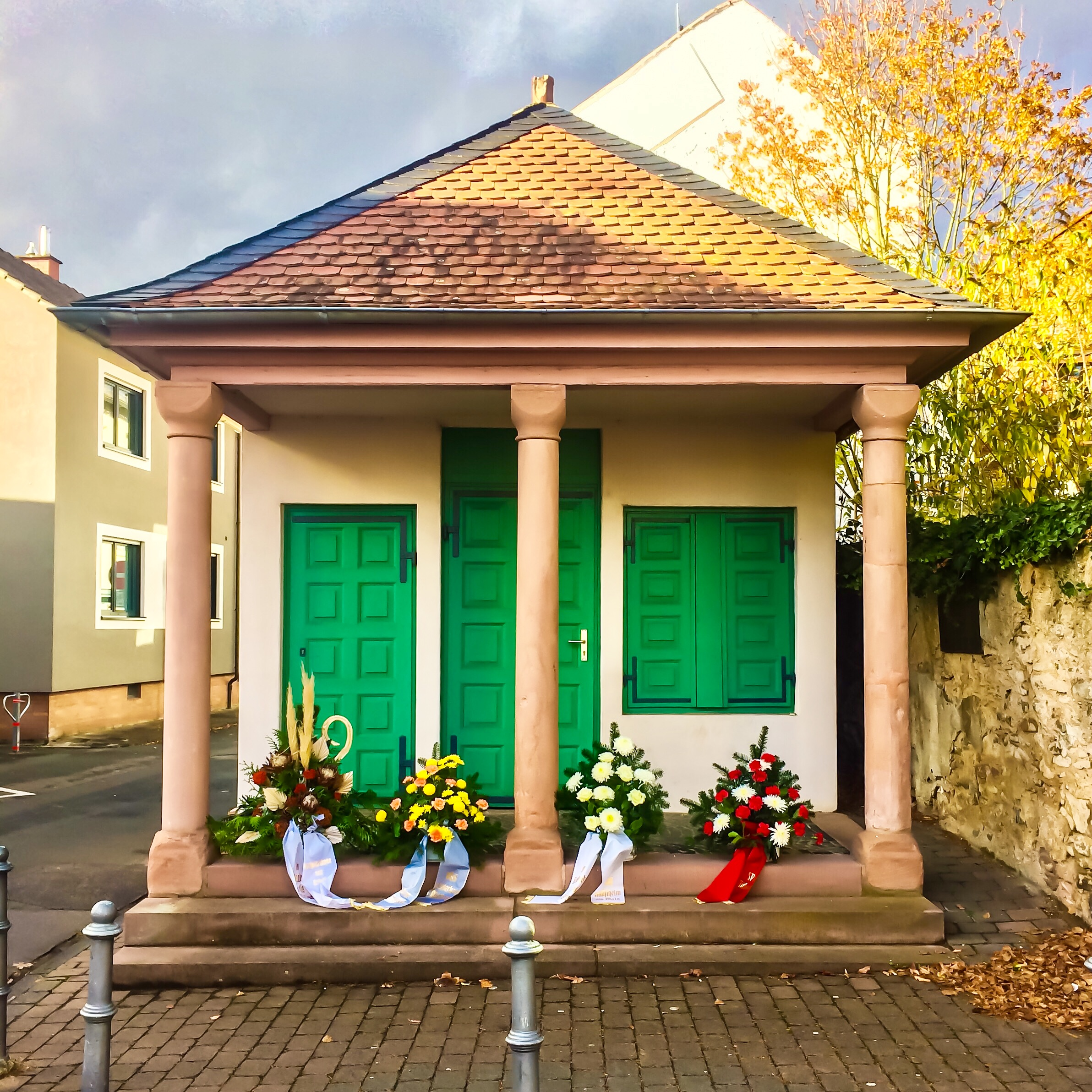
Ehemaliges Wachthaus

Das Gebäude Marktstraße 25 in Mühlheim am Main wird allgemein als Ehemaliges Wachthaus bezeichnet. Es steht unter Denkmalschutz und ist Wahrzeichen des alten Ortskerns von Mühlheim.

## Architektur und Geschichte
Das ehemalige Wachlokal der Nachtwächter ist ein Beispiel für den heute selten erhaltenen Typus des Wachthauses, der meist mit Säulenfront und Arrestraum ausgestattet – wie etwa auch in Egelsbach – für den südhessischen Raum seit dem späten 18. Jahrhundert nachweisbar ist.
Das 1861 im spätklassizistischem Stil errichtete Wachthaus enthielt früher zwei Arrestzellen und einen Aufenthaltsraum für das Wachpersonal. Das überstehende Walmdach wird von Sandsteinsäulen mit Würfelkapitellen und Würfelbasen getragen. Hierbei handelt es sich möglicherweise um wiederverwendete romanische Bauteile, die im Zuge der Sanierung erneuert wurden.
Bis zum Ersten Weltkrieg diente es als Stützpunkt für die Nachtwächter der Gemeinde. Ab 1927 diente es als Transformatorenhaus und blieb in dieser Funktion bis zu den Novemberpogromen 1938. Danach diente es auch dem Einsperren von jüdischen Einwohnern vor deren Abtransport ins KZ Buchenwald. 1975 sollte das Gebäude abgerissen werden, was jedoch durch bürgerschaftliches Engagement verhindert werden konnte.